# Clathria ramea
Clathria ramea är en svampdjursart som först beskrevs av Koltun 1964.  Clathria ramea ingår i släktet Clathria och familjen Microcionidae. Inga underarter finns listade i Catalogue of Life.